# Весь (Иссадское сельское поселение)
Весь — деревня в Иссадском сельском поселении Волховского района Ленинградской области.

## История
На карте Санкт-Петербургской губернии 1792 года А. М. Вильбрехта на месте современной деревни упоминается село Вей.
Как деревня Весь оно обозначено на карте Санкт-Петербургской губернии Ф. Ф. Шуберта 1834 года.

ВЕСЬ — деревня принадлежит генерал-майору Ададурову, поручику Донштрубу и господину Ишкарину, число жителей по ревизии: 48 м. п., 43 ж. п.

В оном церковь деревянная во имя Святой Троицы (1838 год)

Деревня Весь отмечена на карте Ф. Ф. Шуберта 1844 года.

ВЕИ — деревня господ Дементьева, Карауловой, Брауна, Шпигоцкой, по просёлочной дороге, число дворов — 10, число душ — 35 м. п. (1856 год)

ВЕСЬ — деревня владельческая при колодце, число дворов — 8, число жителей: 37 м. п., 28 ж. п. (1862 год)

Согласно материалам по статистике народного хозяйства Новоладожского уезда 1891 года имение при селении Веси площадью 398 десятин принадлежало вдове подполковника П. Н. Дементьевой, имение было приобретено до 1868 года. Кроме того, мыза Загвоздье при селении Весь принадлежала наследникам генерал-лейтенанта А. И. Философова, имение было приобретено до 1868 года.
В конце XIX — начале XX века в составе Иссадской волости 2-го стана Новоладожского уезда Санкт-Петербургской губернии.
По данным «Памятной книжки Санкт-Петербургской губернии» за 1905 год 369 десятин земли в деревне Весь принадлежали вдове полковника Прасковье Никитичне Дементьевой.
С 1917 по 1923 год деревня Весь входила в состав Иссадского сельсовета Иссадской волости Новоладожского уезда.
С 1923 года в составе Октябрьской волости Волховского уезда.
Согласно данным переписи населения СССР 1926 года в деревне Весь проживали 140 человек — все русские.
С 1927 года в составе Волховского района.
В 1928 году население деревни Весь также составляло 140 человек.
В 1930 году в деревне был организован овощеводческий колхоз «Кооперация», выращивали огурцы.
По данным 1933 года деревня Весь входила в состав Иссадского сельсовета Волховского района.

План деревни Весь. 1941 год

Согласно топографической карте РККА 1941 года деревня насчитывала 25 дворов.
С 1946 года в составе Новоладожского района.
В 1958 году население деревни Весь составляло 75 человек.
С 1963 года вновь в составе Волховского района.
По данным 1966, 1973 и 1990 годов деревня Весь также входила в состав Иссадского сельсовета.
В 1997 году в деревне Иссад Иссадской волости проживали 17 человек, в 2002 году — 23 человека (все русские).
В 2007 году в деревне Весь Иссадского СП — 20 человек.

## География
Деревня находится в северной части района к юго-востоку от центра поселения, деревни Иссад, на автодороге А114 (Вологда — Новая Ладога).
Расстояние до административного центра поселения — 3 км.
Расстояние до ближайшей железнодорожной станции Волховстрой I — 20 км.
Через деревню протекает река Златынка.

## Демография
| 1862 | 2002 | 2007 | 2010 | 2017 |
| ---- | ---- | ---- | ---- | ---- |
| 65   | ↘23  | ↘20  | ↘14  | ↗16  |

### Национальный состав
Согласно данным Всероссийской переписи населения 2021 года в деревне проживали 19 человек, из них:
 русские — 18, поляки — 1 человек.

## Улицы
Земляничная, Центральная.